# Buněčné dýchání

Schéma aerobní respirace. Ze živin za účasti kyslíku vzniká oxid uhličitý, voda a využitelná energie.

Buněčné dýchání (respirace) je biochemický proces, při kterém se uvolňuje chemická energie vazeb organických sloučenin (typicky sacharidů) za vzniku pohotového energetického zdroje pro buňku (ATP). Jako odpadní produkty štěpení vzniká oxid uhličitý (CO2) a voda.

## Přehled
Respirace je proces s opačným průběhem než fotosyntéza fototrofních organismů. Energie slunečního záření, která je během fotosyntézy uskladňována do vazeb organických látek, je při jejich štěpení během dýchání uvolňována a spotřebovávána k dalším chemickým reakcím, které jsou nutné pro život.
Respirace je složitý proces, který probíhá ve třech fázích: nejprve je v cytosolu rozštěpen energetický zdroj.
V průběhu respirace je štěpena glukóza na dva tříuhlíkaté sacharidy, ty jsou oxidovány a jako odpadní produkt se uvolňuje oxid uhličitý. Vodíkové ionty a elektrony uvolněné při oxidaci jsou přenášené koenzymy NAD+ a FAD, které jsou pohlcením vodíkových iontů a elektronů dočasně redukovány na NADH + H+ a FADH2. V poslední fázi jsou vodíkové atomy využity jako zdroj energie k syntéze ATP z ADP a následně zreagují s kyslíkem za vzniku vody.

Účinnost respirace je asi 68%, zbytek se uvolní jako teplo.
U naprosté většiny organismů je akceptorem vodíkových atomů kyslík, vzniká tedy voda. U některých anaerobních prokaryot je akceptorem jiná částice, například síranový iont nebo oxid uhličitý.

## Fáze buněčné respirace
Celý děj probíhá v několika krocích.
- aerobní glykolýza
- Krebsův cyklus
- dýchací řetězec
- oxidativní fosforylace

U eukaryotických organismů probíhá glykolýza v cytosolu, Krebsův cyklus v mitochondriální matrix. Dýchací řetězec a oxidativní fosforylace jsou pak procesy vázané na vnitřní membránu mitochondrií.

### Glykolýza
V cytosolu je glukóza rozštěpena procesem glykolýzou. Při rozštěpení 1 molekuly glukózy se uvolní energie ve formě 2 molekul ATP. Glykolýza může probíhat i bez přítomnosti kyslíku a může tak sloužit jako samostatný zdroj energie pro buňku (viz kvašení). Například červené krvinky nebo některé anaerobní bakterie mají glykolýzu jako jediný zdroj energie.
Konečným produktem glykolýzy je pyruvát.

### Krebsův cyklus
Pyruvát je přenesen do mitochondrií a tam je oxidován na acetyl-CoA. Ten vstupuje do Krebsova cyklu. Během cyklu se uvolní další dvě molekuly ATP, hlavně ale dojde k redukci koenzymů, které pak přenášejí vodíkové protony a elektrony na vnitřní membránu mitochondrií.
Jako vedlejší produkt se uvolňuje oxid uhličitý.

### Dýchací řetězec
Vodíkové atomy přineseny zredukovanými koenzymy z Krebsova cyklu, jsou přenášeny enzymy dýchacího řetězce (flavoproteiny, koenzym Q, cytochromy) zabudovanými do vnitřní membrány mitochondrií.
Cytochromy si předávají elektrony a energii, která se uvolní při oxidačně-redukčních procesech, využívají k přečerpávání protonů do prostoru mezi vnější a vnitřní mitochondriální membránou. Na konci dýchacího řetězce je „vyčerpaný“ proton oxidován kyslíkem na vodu.

### Oxidativní fosforylace
Vnitřní membrána mitochondrií je pro vodíkové ionty neprostupná. Díky činnosti protonových pump dýchacího řetězce se na membráně tvoří gradient, ionty mají snahu vyrovnat koncentrace na obou stranách membrány. Jediný způsob, jak se mohou vodíkové ionty dostat na druhou stranu membrány, je projít skrze ATP-syntházu, enzym, který je zakotvený v membráně a tvoří kanál pro průchod iontů. Zároveň využívá jejich energie k syntéze ATP.

## Oxidace ostatních živin
Při oxidaci mastných kyselin se uvolní acetyl-CoA, který je dále zpracováván v cyklu kyseliny citrónové a dále, stejně jako u glukózy. Stejně tak při katabolismu aminokyselin dochází k jejich vstupu do Krebsova cyklu.